# Liste der Stolpersteine in Augsburg

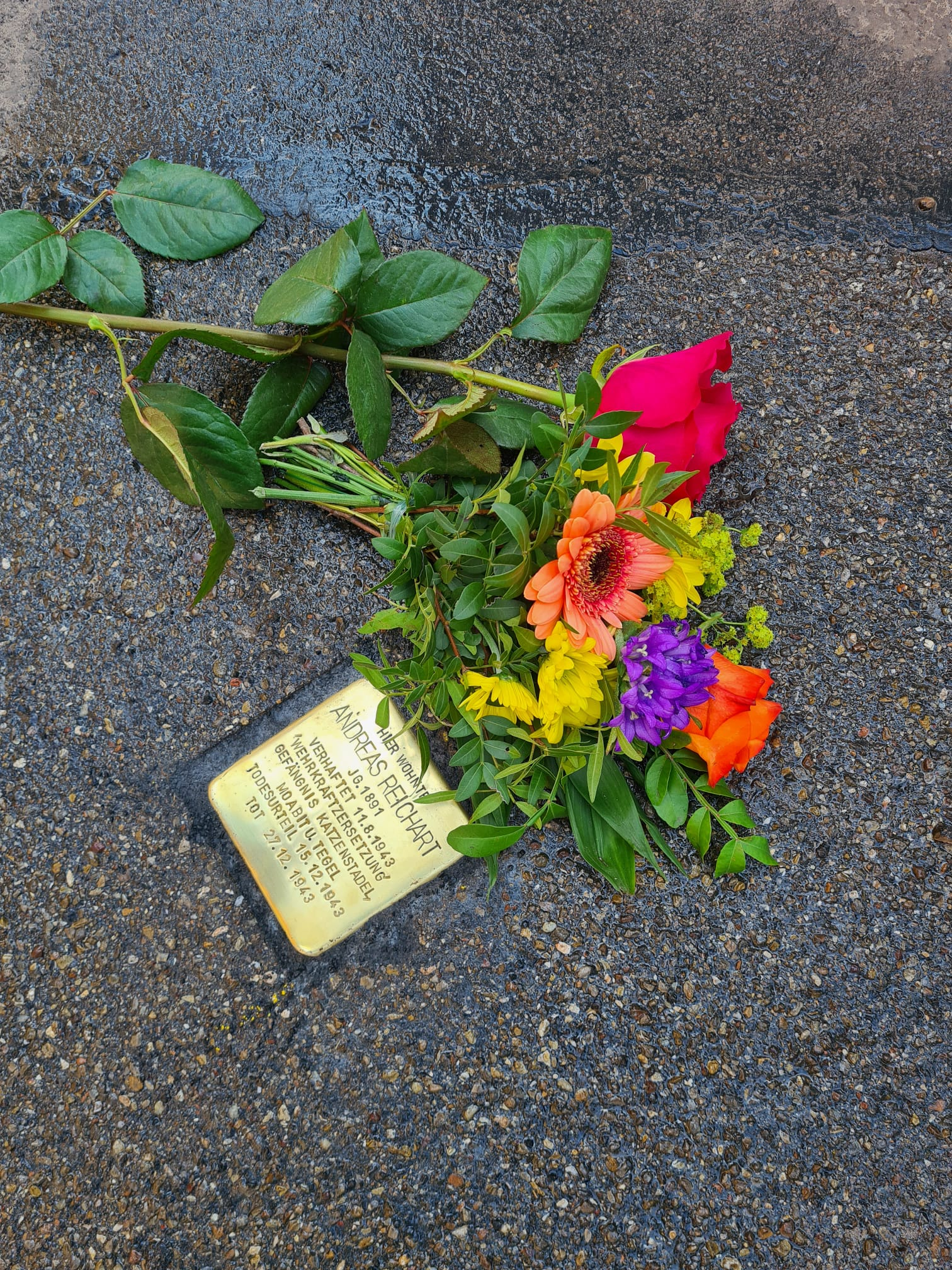
Stolperstein in der Uhlandstraße

Die Liste der Stolpersteine in Augsburg enthält alle Stolpersteine, die im Rahmen des gleichnamigen Kunst-Projekts von Gunter Demnig in Augsburg verlegt wurden. Mit ihnen soll an Opfer des Nationalsozialismus erinnert werden, die in Augsburg lebten und wirkten.

## Stolpersteinverlegungen
Die ersten beiden Stolpersteine wurden am 26. Mai 2014 auf einem Privatgrundstück verlegt. Erstmals auf öffentlichen Straßen und Plätzen in Augsburg verlegen konnte Gunter Demnig am 4. Mai 2017. An diesem Tag wurden 13 Stolpersteine für zwölf Opfer verlegt und von der Erinnerungswerkstatt Augsburg wurden zwei sogenannte „Erinnerungsbänder“ für fünf Opfer installiert. Am 14. Oktober 2017 war die Verlegung weiterer 11 Stolpersteine geplant, acht davon wurden vom Kulturreferat der Stadt Augsburg abgelehnt.
Bei einer vierten Aktion in Augsburg am 14. Juli 2018 verlegte Demnig drei weitere Stolpersteine in öffentlichen Raum. Die Verlegung zwei weiterer Steine wurde von der Stadt abgelehnt, da die Opfer die NS-Herrschaft überlebt hatten.
Am 4. November 2019 verlegte Demnig weitere Stolpersteine in Augsburg als Teilveranstaltung der 40. Augsburger Friedenswochen. Bemerkenswert war dabei die Gedenkveranstaltung in der Theresienstraße für Georg Halder, einen Zeugen Jehovas, an der über 200 Besucher teilnahmen, darunter die Augsburger Oberbürgermeisterin Eva Weber.
Die sechste Stolpersteinverlegung in Augsburg fand am 5. März 2020 statt. Dabei wurden fünf neue Stolpersteine an drei Stellen verlegt.
Am 14. Juli 2020 wurden drei weitere Stolpersteine in Augsburg verlegt.
Bei der achten Stolpersteinverlegung in Augsburg am 26. Juli 2021 wurden wiederum drei Stolpersteine verlegt.
Die neunte Stolpersteinverlegung fand am 14. Oktober 2021 statt, mit drei neuen Stolpersteinen.
Bei der zehnten Augsburger Stolpersteinverlegung war Gunter Demnig wieder persönlich dabei. Es wurden sieben neue Stolpersteine verlegt.
Die elfte Stolpersteinverlegung fand am 18. Mai 2022 mit drei Stolpersteinen statt, die zwölfte am 14. September 2022 mit vier Stolpersteinen.
Seit dem 14. Mai 2025 liegen in Augsburg 79 Stolpersteine.

## Listen der Stolpersteine

### Verlegte Stolpersteine
| Stolperstein | Inschrift | Verlegeort                                 | Name, Leben |
| --- | --- | ------------------------------------------ | --- |
| | HIER WOHNTE ANNA ADLHOCH GEB. KURZ JG. 1876 IM CHRISTLICHEN WIDERSTAND ÜBERLEBT | Peutingerstraße 11 ·                       | Anna Adlhoch geborene Kurz |
| | HIER WOHNTE HANS ADLHOCH JG. 1884 IM CHRISTLICHEN WIDERSTAND MEHRMALS 'SCHUTZHAFT' 1944 DACHAU TODESMARSCH 1945 TOT AN DEN FOLGEN 21.5.1945                                                     | Peutingerstraße 11 ·                       | Hans Adlhoch |
| Bild gesucht Der Benutzer GeorgDerReisende ( Diskussion ) wünscht sich an dieser Stelle ein Bild vom Ort mit diesen Koordinaten 48.378842 10.916249 . Motiv: Eichhornstraße 3: der Stolperstein für Maria Aechter, die Lage und das Haus Falls du dabei helfen möchtest, erklärt die Anleitung , wie das geht. BW                | HIER WOHNTE MARIA AECHTER JG. 1897 EINGEWIESEN 15.7.1944 HEILANSTALT KAUFBEUREN ERMORDET 25.9.1944                                                                                              | Eichhornstraße 3 ·                         | Maria Aechter (1897–1944) |
| | HIER WOHNTE JOHANN AMESREITER JG. 1905 ZWANGSSTERILISIERT 1934 KRANKENHAUS AUGSBURG MEHRMALS EINGEWIESEN ZULETZT 23.11.1939 HEILANSTALT KAUFBEUREN ERMORDET 22.9.1944                           | Brentanostraße 26 ·                        | Johann Amesreiter (1905–1944) |
| | HIER WOHNTE EDMUND AULL JG. 1915 ZWANGSSTERILISIERT 1935 UND MEHRMALS EINGEWIESEN HEILANSTALT KAUFBEUREN ZULETZT 30.12.1943 ERMORDET 30.7.1944                                                  | Sommestraße 23 ·                           | Edmund Aull (1915–1944) |
| | HIER WOHNTE SIGO BERNHEIMER JG. 1884 'SCHUTZHAFT' 1938 KZ DACHAU FLUCHT 1939 FRANKREICH INTERNIERT DRANCY DEPORTIERT 1942 AUSCHWITZ ERMORDET                                                    | Völkstraße 3                               | Sigo Bernheimer |
| | HIER WOHNTE ROSA BÜCHLER JG. 1896 EINGEWIESEN 1923 HEILANSTALT KAUFBEUREN 1927 HEILANSTALT IRSEE 'VERLEGT' 5.6.1941 HARTHEIM ERMORDET 5.6.1941 'AKTION T4'                                      | Viertes Quergässchen 7 ·                   | Rosa Büchler (1896–1941) |
| | HIER WOHNTE MANFRED DAX JG. 1940 EINGEWIESEN 16.11.1943 'HEILANSTALT' KAUFBEUREN 'KINDERFACHABTEILUNG' ERMORDET 22.12.1943                                                                      | Leitershofer Straße 15 ·                   | Manfred Dax (1940–1943) |
| | HIER WOHNTE KAROLINE DREILICH GEB. MAYER JG. 1883 DEPORTIERT IM ZUG NACH AUSCHWITZ SCHICKSAL UNBEKANNT                                                                                          | Jesuitengasse 10 ·                         | Karoline Dreilich geb. Mayer (1883–1941/45) |
| | HIER WOHNTE JOSEF EISENMANN JG. 1906 ALS ASOZIAL STIGMATISIERT SEIT 1935 MEHRMALS VERHAFTET 13.3.1937 DACHAU ERMORDET 18.10.1937                                                                | Hunoldsgraben 25 ·                         | Josef Eisenmann (1906–1937) |
| Bild gesucht Der Benutzer GeorgDerReisende ( Diskussion ) wünscht sich an dieser Stelle ein Bild vom Ort mit diesen Koordinaten 48.365092 10.876594 . Motiv: Schwalbenstraße 6: der Stolperstein für Franz Eiter, die Lage und das Haus Falls du dabei helfen möchtest, erklärt die Anleitung , wie das geht. BW                 | HIER WOHNTE FRANZ EITER JG. 1911 EINGEWIESEN 1932 HEILANSTALT KAUFBEUREN ZWANGSSTERILISIERT 1934 WIEDERAUFNAHME 1938 HEILANSTALT KAUFBEUREN ERMORDET 31.3.1945                                  | Schwalbenstraße 6 ·                        | Franz Eiter |
| Bild gesucht Der Benutzer GeorgDerReisende ( Diskussion ) wünscht sich an dieser Stelle ein Bild vom Ort mit diesen Koordinaten 48.365092 10.876594 . Motiv: Schwalbenstraße 6: der Stolperstein für Josef Eiter, die Lage und das Haus Falls du dabei helfen möchtest, erklärt die Anleitung , wie das geht. BW                 | HIER WOHNTE JOSEF EITER JG. 1914 EINGEWIESEN 1940 HEILANSTALT KAUFBEUREN ERMORDET 25.11.1942 | Schwalbenstraße 6 ·                        | Josef Eiter |
| Bild gesucht Der Benutzer GeorgDerReisende ( Diskussion ) wünscht sich an dieser Stelle ein Bild vom Ort mit diesen Koordinaten 48.378102 10.880238 . Motiv: Schöpplerstraße 10: der Stolperstein für Josef Faßnacht, die Lage und das Haus Falls du dabei helfen möchtest, erklärt die Anleitung , wie das geht. BW             | HIER WOHNTE JOSEF FASSNACHT JG. 1905 EINGEWIESEN 1936 HEILANSTALT KAUFBEUREN ZWANGSSTERILISIERT 1937 'VERLEGT' 5.9.1940 GRAFENECK ERMORDET 5.9.1940 'AKTION T4'                                 | Schöpplerstraße 10 ·                       | Josef Faßnacht |
| | HIER WOHNTE ROMAN FILASIEWICZ JG. 1903 VERHAFTET 14.9.1940 'SABOTAGE' 1940 BUCHENWALD DACHAU 'VERLEGT' 14.10.1942 HARTHEIM ERMORDET 14.10.1942                                                  | Inneres Pfaffengässchen 14 ·               | Roman Filasiewicz (1903–1942) |
| Bild gesucht Der Benutzer GeorgDerReisende ( Diskussion ) wünscht sich an dieser Stelle ein Bild vom Ort mit diesen Koordinaten 48.393185 10.881515 . Motiv: Donauwörther Straße 155: der Stolperstein für Werner Fischer, die Lage und das Haus Falls du dabei helfen möchtest, erklärt die Anleitung , wie das geht. BW        | HIER WOHNTE WERNER FISCHER JG. 1927 EINGEWIESEN 1940 HEILANSTALT KAUFBEUREN 'VERLEGT' 4.6.1941 HARTHEIM ERMORDET 4.6.1941 'AKTION T4'                                                           | Donauwörther Straße 155 ·                  | Werner Fischer |
| | HIER WOHNTE LUDWIG FRIEDMANN JG. 1880 VOR DEPORTATION FLUCHT IN DEN TOD 7.3.1943 | Martin-Luther-Platz 5 ·                    | Ludwig Friedmann |
| | HIER WOHNTE SELMA FRIEDMANN GEB. FROMM JG. 1890 VOR DEPORTATION FLUCHT IN DEN TOD 7.3.1943 | Martin-Luther-Platz 5 ·                    | Selma Friedmann geborene Fromm |
| Bild gesucht Der Benutzer GeorgDerReisende ( Diskussion ) wünscht sich an dieser Stelle ein Bild vom Ort mit diesen Koordinaten 48.350314 10.899492 . Motiv: Alter Postweg 30B: der Stolperstein für Pauline Füßer, die Lage und das Haus Falls du dabei helfen möchtest, erklärt die Anleitung , wie das geht. BW               | HIER WOHNTE PAULINE FÜSSER JG. 1889 EINGEWIESEN 1932 HEILANSTALT KAUFBEUREN 'VERLEGT' 5.6.1941 HARTHEIM ERMORDET 5.6.1941 'AKTION T4'                                                           | Alter Postweg 30B ·                        | Pauline Füßer |
| Bild gesucht Der Benutzer GeorgDerReisende ( Diskussion ) wünscht sich an dieser Stelle ein Bild vom Ort mit diesen Koordinaten 48.365472 10.87998 . Motiv: Pferseer Straße 22: der Stolperstein für Josef Furchtner, die Lage und das Haus Falls du dabei helfen möchtest, erklärt die Anleitung , wie das geht. BW             | HIER WOHNTE JOSEF FURCHTNER JG. 1912 VERHAFTET 1934 DACHAU RAVENSBRÜCK ERMORDET 26.11.1942 | Pferseer Straße 22 ·                       | Josef Furchtner |
| Bild gesucht Der Benutzer GeorgDerReisende ( Diskussion ) wünscht sich an dieser Stelle ein Bild vom Ort mit diesen Koordinaten 48.36537 10.877441 . Motiv: Hessenbachstraße 7: der Stolperstein für Machlya Mina Großberg, die Lage und das Haus Falls du dabei helfen möchtest, erklärt die Anleitung , wie das geht. BW       | HIER WOHNTE MACHLYA MINA GROSSBERG GEB. GROSSBERG JG. 1884 DEPORTIERT 1942 PIASKI ERMORDET | Hessenbachstraße 7 ·                       | Machlya Mina Großberg |
| Bild gesucht Der Benutzer GeorgDerReisende ( Diskussion ) wünscht sich an dieser Stelle ein Bild vom Ort mit diesen Koordinaten 48.36537 10.877441 . Motiv: Hessenbachstraße 7: der Stolperstein für Sarah Selma Großberg, die Lage und das Haus Falls du dabei helfen möchtest, erklärt die Anleitung , wie das geht. BW        | HIER WOHNTE SARAH SELMA GROSSBERG JG. 1905 DEPORTIERT 1942 PIASKI ERMORDET | Hessenbachstraße 7 ·                       | Sarah Selma Großberg |
| Bild gesucht Der Benutzer GeorgDerReisende ( Diskussion ) wünscht sich an dieser Stelle ein Bild vom Ort mit diesen Koordinaten 48.36537 10.877441 . Motiv: Hessenbachstraße 7: der Stolperstein für Walter Max Großberg, die Lage und das Haus Falls du dabei helfen möchtest, erklärt die Anleitung , wie das geht. BW         | HIER WOHNTE SARAH SELMA GROSSBERG JG. 1927 DEPORTIERT 1942 PIASKI ERMORDET | Hessenbachstraße 7 ·                       | Walter Max Großberg |
| Bild gesucht Der Benutzer GeorgDerReisende ( Diskussion ) wünscht sich an dieser Stelle ein Bild vom Ort mit diesen Koordinaten 48.388863 10.883895 . Motiv: Weiherstraße 17: der Stolperstein für Johann Grundler, die Lage und das Haus Falls du dabei helfen möchtest, erklärt die Anleitung , wie das geht. BW               | HIER WOHNTE JOHANN GRUNDLER JG. 1905 SEIT 1937 MEHRMALS VERHAFTET ALS ASOZIAL STIGMATISIERT 1942 DACHAU ERMORDET 17.6.1942                                                                      | Weiherstraße 17 ·                          | Johann Grundler |
| | HIER WOHNTE EMIL HÄUSLMEIER JG. 1889 ALS ASOZIAL STIGMATISIERT MEHRMALS VERHAFTET KZ SACHSENHAUSEN 27.1.1940 DACHAU ERMORDET 8.5.1940                                                           | Jakobsplatz 2 ·                            | Emil Häuslmeier (1889–1940) |
| | HIER WOHNTE GEORG HALDER JG. 1882 ZEUGE JEHOVAS SEIT 1933 MEHRFACH VERHAFTET / INHAFTIERT IN GEFÄNGNISSEN, KZ TODESSTRAFE 18.2.1944 ENTHAUPTET 8.4.1944 MÜNCHEN-STADELHEIM                      | Theresienstraße 1                          | Georg Halder |
| | HIER WOHNTE LEONHARD HAUSMANN JG. 1902 IM WIDERSTAND / KPD 'SCHUTZHAFT' 1933 DACHAU ERMORDET 17.6.1933                                                                                          | Ulmer Straße 52 ·                          | Leonhard Hausmann |
| | HIER WOHNTE KARL HELD JG. 1892 SEIT 1940 MEHRMALS VERHAFTET ALS ASOZIAL STIGMATISIERT SACHSENHAUSEN 1940 DACHAU ERMORDET 28.2.1941                                                              | Inneres Pfaffengässchen 14 ·               | Karl Held (1892–1941) |
| | HIER WOHNTE ROSA HIRSCHMANN GEB. LEVITE JG. 1880 DEPORTIERT 1942 PIASKI ERMORDET | Katharinengasse 15                         | Rosa Hirschmann (1880–1942/45) |
| | HIER WOHNTE RUDOLF HIRSCHMANN JG. 1871 VERHAFTET 1941 DACHAU 'VERLEGT' 20.1.1942 HARTHEIM ERMORDET 20.1.1942                                                                                    | Katharinengasse 15                         | Rudolf Hirschmann (1871–1942) |
| | HIER WOHNTE KARL HITZLER JG. 1891 IM WIDERSTAND ROTE HILFE VERHAFTET 1935 ZUCHTHAUS KAISHEIM 1938 BUCHENWALD ERMORDET 28.4.1941                                                                 | Markgrafenstraße 67                        | Karl Hitzler (1891–1941) |
| | HIER WOHNTE CLEMENS HÖGG JG. 1880 IM WIDERSTAND / SPD SEIT 1933 MEHRMALS 'SCHUTZHAFT' 1938 SACHSENHAUSEN ERMORDET 11.3.1945 BERGEN-BELSEN                                                       | Metzstraße 37 ·                            | Clemens Högg (1880–1945) |
| Bild gesucht Der Benutzer GeorgDerReisende ( Diskussion ) wünscht sich an dieser Stelle ein Bild vom Ort mit diesen Koordinaten 48.379012 10.886026 . Motiv: Schützenstraße 14: der Stolperstein für Ludwig Hofmann, die Lage und das Haus Falls du dabei helfen möchtest, erklärt die Anleitung , wie das geht. BW              | HIER WOHNTE LUDWIG HOFMANN JG. 1910 ZWANGSSTERILISIERT 17.12.1937 KRANKENHAUS KAUFBEUREN HEILANSTALT KAUFBEUREN 'VERLEGT' 21.5.1942 HEILANSTALT IRSEE ERMORDET 23.1.1945                        | Schützenstraße 14 ·                        | Ludwig Hofmann (1910–1945) |
| | HIER WOHNTE JOHANN HOLZHEU JG. 1895 SEIT 1935 MEHRMALS VERHAFTET 1936 DACHAU ERMORDET 5.5.1939                                                                                                  | Frauentorstraße 4                          | Johann Holzheu (1895–1939) |
| | HIER WOHNTE FERDINAND KAIN JG. 1901 SEIT 1934 MEHRMALS EINGEWIESEN HEILANSTALT KAUFBEUREN/IRSEE 'VERLEGT' 5.9.1940 HARTHEIM ERMORDET 5.9.1940 'AKTION T4'                                       | Bahnhofstraße 14 ·                         | Ferdinand Kain (1901–1940) |
| | HIER WOHNTE GEORG KANTMANN JG. 1897 ALS ASOZIAL STIGMATISIERT MEHRFALS VERHAFTET 8.8.1941 KZ DACHAU 'VERLEGT' 6.5.1942 HARTHEIM ERMORDET 6.5.1942                                               | Meister-Veits-Gäßchen (gegenüber Nr. 18) · | Georg Kantmann (1897–1942) |
| | HIER WOHNTE ALOISIA KEMPTER JG. 1890 EINGEWIESEN 1940 HEILANSTALT KAUFBEUREN 'VERLEGT' 8.8.1941 HARTHEIM ERMORDET 8.8.1941 'AKTION T4'                                                          | Fuggerei 49, Ochsengasse ·                 | Alosia Kempter Die 1890 geborene Aloisia Kempter war 1926 mit ihren Eltern in die Fuggerei gekommen. Wegen einer geistigen Behinderung benötigte sie eine umfassende Betreuung. Da ihre Mutter bereits verstorben und ihr alkoholkranker Vater mit der Betreuung überfordert war, wurde Aloisia ab 1934 im Schutzengelheim Deybach betreut. Nach sechs Jahren kam sie in die Pflegeanstalt Kaufbeuren-Irsee und wurde dort am 8. August 1941 von den Nationalsozialisten im Rahmen der Aktion T4 ermordet. |
| | HIER WOHNTE BABETTE KERL JG. 1902 EINGEWIESEN 1940 HEILANSTALT KAUFBEUREN 'VERLEGT' 8.8.1941 HARTHEIM ERMORDET 8.8.1941 'AKTION T4'                                                             | Vogelmauer 9                               | Babette Kerl (1902–1941) |
| Bild gesucht Der Benutzer GeorgDerReisende ( Diskussion ) wünscht sich an dieser Stelle ein Bild vom Ort mit diesen Koordinaten 48.355787 10.885567 . Motiv: Gögginger Straße 46: der Stolperstein für Paul Kramer, die Lage und das Haus Falls du dabei helfen möchtest, erklärt die Anleitung , wie das geht. BW               | HIER WOHNTE PAUL KRAMER JG. 1885 ZEUGE JEHOVAS SEIT 1942 MEHRFACH VERHAFTET 1944 DACHAU ERMORDET 18.2.1945                                                                                      | Gögginger Straße 46 ·                      | Paul Kramer |
| | HIER WOHNTE WILHELM LANG JG. 1907 'EINGEWIESEN' 1942 ZWANGSSTERILISIERT 29.8.1942 HEILANSTALT KAUFBEUREN ERMORDET 25.9.1944                                                                     | Jakoberstraße 52 (Rückseite) ·             | Wilhelm Lang (1907–1944) |
| Bild gesucht Der Benutzer GeorgDerReisende ( Diskussion ) wünscht sich an dieser Stelle ein Bild vom Ort mit diesen Koordinaten 48.381939 10.867805 . Motiv: Tunnelstraße 14: der Stolperstein für Maria Lehner, die Lage und das Haus Falls du dabei helfen möchtest, erklärt die Anleitung , wie das geht. BW                  | HIER WOHNTE MARIA LEHNER JG. 1895 EINGEWIESEN 1928 HEILANSTALT KAUFBEUREN 1932 HEILANSTALT IRSEE 'VERLEGT' 5.6.1941 HARTHEIM ERMORDET 5.6.1941 'AKTION T4'                                      | Tunnelstraße 14 ·                          | Maria Lehner |
| | HIER WOHNTE ERNESTINE LEVI GEB. DREILICH JG. 1913 DEPORTIERT IM ZUG NACH AUSCHWITZ SCHICKSAL UNBEKANNT                                                                                          | Jesuitengasse 10 ·                         | Ernestine Levi (1913–1941/45) |
| | HIER WOHNTE PAUL LEVI JG. 1910 1941 ZWANGSARBEIT DEPORTIERT IM ZUG NACH AUSCHWITZ SCHICKSAL UNBEKANNT                                                                                           | Jesuitengasse 10 ·                         | Paul Levi (1910–1941/45) |
| | HIER WOHNTE CHRISTIAN LOSSA JG. 1906 VERHAFTET JAN. 1936 ZWANGSARBEIT DACHAU 1939 ZUCHTHAUS LUDWIGSBURG 1941 FLOSSENBÜRG ERMORDET 30.5.1942                                                     | Wertachstraße 1 ·                          | Christian Lossa (1906–1942) |
| | HIER WOHNTE ERNST LOSSA JG. 1929 SEIT 1933 IN HEIMEN UND HEILANSTALTEN ZWANGSEINGEWIESEN 'VERLEGT' 1943 HEILANSTALT IRSEE ERMORDET 9.8.1944                                                     | Wertachstraße 1 ·                          | Ernst Lossa (1929–1944) Ein zweiter Stolperstein für Ernst Lossa liegt vor dem Kloster Irsee. |
| | HIER WOHNTE MATTHÄUS MERKLE JG. 1886 ALS ASOZIAL STIGMATISIERT SEIT 1933 MEHRMALS VERHAFTET/INHAFTIERT 1940 DACHAU 'VERLEGT' 17.2.1942 HARTHEIM ERMORDET 17.2.1942                              | Jesuitengasse 24 ·                         | Matthäus Merkle (1886–1942) |
| | HIER WOHNTE WILHELMINE MESSER JG. 1860 SEIT 1909 MEHRERE HEILANSTALTEN 'VERLEGT' 5.1.1944 HEILANSTALT KAUFBEUREN ERMORDET 15.1.1944                                                             | Vorderer Lech 9 ·                          | Wilhelmine Messer (1860–1944) |
| Bild gesucht Der Benutzer GeorgDerReisende ( Diskussion ) wünscht sich an dieser Stelle ein Bild vom Ort mit diesen Koordinaten 48.377627 10.890037 . Motiv: Rugendasstraße 3a: der Stolperstein für Ludwig Miehle, die Lage und das Haus Falls du dabei helfen möchtest, erklärt die Anleitung , wie das geht. BW               | HIER WOHNTE LUDWIG MIEHLE JG. 1895 'EINGEWIESEN' 1944 HEILANSTALT KAUFBEUREN ERMORDET 1.10.1944                                                                                                 | Rugendasstraße 3a ·                        | Ludwig Miehle |
| | HIER WOHNTE JOSEFA MILLER GEB. SCHMID JG. 1868 IM WIDERSTAND / KPD VERHAFTET 1935 'VORBEREITUNG ZUM HOCHVERRAT' 1936 GEFÄNGNIS AICHACH TOT 13.5.1937                                            | Findelgäßchen 4 ·                          | Josefa Miller geb. Schmid (1868–1937) |
| Bild gesucht Der Benutzer GeorgDerReisende ( Diskussion ) wünscht sich an dieser Stelle ein Bild vom Ort mit diesen Koordinaten 48.386755 10.881908 . Motiv: Zimmermannstraße 20: der Stolperstein für Karoline Müller, die Lage und das Haus Falls du dabei helfen möchtest, erklärt die Anleitung , wie das geht. BW           | HIER WOHNTE KAROLINE MÜLLER JG. 1907 EINGEWIESEN 1927 HEILANSTALT KARLSHOF 1941 ANSTALT KAUFBEUREN 'VERLEGT' 8.8.1941 HARTHEIM ERMORDET 8.8.1941 'AKTION T4'                                    | Zimmermannstraße 20 ·                      | Karoline Müller |
| | HIER WOHNTE MAX FRIEDRICH MÜLLER JG. 1881 SEIT 1941 MEHRMALS VERHAFTET 'LANDSTREICHEREI' 1941 DACHAU ERMORDET 22.1.1942                                                                         | Inneres Pfaffengässchen 14 ·               | Max Friedrich Müller (1881–1942) |
| | HIER WOHNTE WILHELM NASER JG. 1892 VERHAFTET 1940 ALS ASOZIAL STIGMATISIERT SACHSENHAUSEN 1940 DACHAU 'VERLEGT' 19.2.1942 HARTHEIM ERMORDET 19.2.1942                                           | Inneres Pfaffengässchen 14 ·               | Wilhelm Naser (1892–1942) |
| | HIER WOHNTE KARL NOLAN JG. 1891 IM WIDERSTAND / KPD 'SCHUTZHAFT' 1933 1934 GEFÄNGNIS GEORGEN ENTLASSEN 1935 1937 DACHAU ERMORDET 31.10.1937                                                     | Ganghoferstraße 2 ·                        | Karl Nolan (1891–1937) |
| | EMMA OBERDORFER GEB. BINSWANGER JG. 1884 DEPORTIERT 1943 THERESIENSTADT ERMORDET IN AUSCHWITZ                                                                                                   | Maximilianstraße 17 ·                      | Emma Oberdorfer geb. Binswanger (1884–1943/45) |
| | EUGEN OBERDORFER JG. 1875 DEPORTIERT 1943 THERESIENSTADT ERMORDET IN AUSCHWITZ | Maximilianstraße 17 ·                      | Eugen Oberdorfer (1875–1943/45) |
| | HIER STAND DAS SCHIRMGESCHÄFT JAKOB OBERDORFER GEGRÜNDET 1862 ENTEIGNET 1938 | Maximilianstraße 17 ·                      | Schirmgeschäft Jakob Oberdorfer (1862–1938) |
| Bild gesucht Der Benutzer GeorgDerReisende ( Diskussion ) wünscht sich an dieser Stelle ein Bild vom Ort mit diesen Koordinaten 48.381433 10.885999 . Motiv: Schulstraße 4: der Stolperstein für Ludwig Ott, die Lage und das Haus Falls du dabei helfen möchtest, erklärt die Anleitung , wie das geht. BW                      | HIER WOHNTE LUDWIG OTT JG. 1886 EINGEWIESEN 1917 HEILANSTALT KAUFBEUREN ERMORDET 16.3.1945 | Schulstraße 4 ·                            | Ludwig Ott |
| Bild gesucht Der Benutzer GeorgDerReisende ( Diskussion ) wünscht sich an dieser Stelle ein Bild vom Ort mit diesen Koordinaten 48.392713 10.882665 . Motiv: Weidachstraße 7: der Stolperstein für Eustachius Pentenrieder, die Lage und das Haus Falls du dabei helfen möchtest, erklärt die Anleitung , wie das geht. BW       | HIER WOHNTE EUSTACHIUS PENTENRIEDER JG. 1880 EINGEWIESEN 9.6.1944 HEILANSTALT KAUFBEUREN ERMORDET 30.6.1944                                                                                     | Weidachstraße 7 ·                          | Eustachius Pentenrieder |
| | STADTBACHQUARTIER 35 WOHNTE MARIA PFAFFENZELLER JG. 1883 EINGEWIESEN 1940 HEILANSTALT KAUFBEUREN 'VERLEGT' 5.6.1941 HARTHEIM ERMORDET 5.6.1941 'AKTION T4'                                      | Reischlestraße 31                          | Maria Pfaffenzeller (1883–1941) |
| | HIER WOHNTE ALOIS PRÖLL JG. 1913 IM WIDERSTAND/KPD 'SCHUTZHAFT' 1933-1942 DACHAU ERMORDET 31.8.1942                                                                                             | Reischlestraße 33 ·                        | Alois Pröll (1913–1942) |
| | HIER WOHNTE FRITZ PRÖLL JG. 1915 IM WIDERSTAND/ROTE HILFE VERHAFTET MÄRZ 1934 GEFÄNGNIS LANDSBERG 1937 DACHAU 1939 BUCHENWALD 1942 NATZWEILER ERMORDET 22.11.1944 MITTELBAU-DORA                | Reischlestraße 33 ·                        | Fritz Pröll (1915–1944) |
| Bild gesucht Der Benutzer GeorgDerReisende ( Diskussion ) wünscht sich an dieser Stelle ein Bild vom Ort mit diesen Koordinaten 48.372246 10.910863 . Motiv: Lechhauser Straße 12: der Stolperstein für Johann Baptist Pschierer, die Lage und das Haus Falls du dabei helfen möchtest, erklärt die Anleitung , wie das geht. BW | HIER WOHNTE JOHANN BAPTIST PSCHIERER JG. 1896 AB 1932 MEHRMALS EINGEWIESEN 'HEILANSTALT' KAUFBEUREN 1944 KZ DACHAU KZ FLOSSENBÜRG ERMORDET 15.2.1945                                            | Lechhauser Straße 12 ·                     | Johann Baptist Pschierer |
| | HIER WOHNTE CHARLOTTE RAPPOLD JG. 1885 'EINGEWIESEN' 30.3.1944 HEILANSTALT KAUFBEUREN ERMORDET 27.3.1945                                                                                        | Konrad-Adenauer-Allee 25 ·                 | Charlotte Rappold (1885–1945) |
| | HIER WOHNTE INNOZENZ REHM JG. 1899 IM WIDERSTAND / KPD 'SCHUTZHAFT' 1933 GEFÄNGNIS HALLE VERHAFTET/VERURTEILT 'HOCHVERRAT' 1935 ZUCHTHAUS AMBERG MEDIZINISCHE VERSUCHE ERMORDET 1.10.1937       | Ebnerstraße 25                             | Innozenz Rehm (1899–1937) |
| Bild gesucht Der Benutzer GeorgDerReisende ( Diskussion ) wünscht sich an dieser Stelle ein Bild vom Ort mit diesen Koordinaten 48.36237 10.871552 . Motiv: Uhlandstraße 1: der Stolperstein für Andreas Reichart, die Lage und das Haus Falls du dabei helfen möchtest, erklärt die Anleitung , wie das geht. BW                | HIER WOHNTE ANDREAS REICHART JG. 1891 VERHAFTET 11.8.1943 'WEHRKRAFTZERSETZUNG' GEFÄNGNIS KATZENSTADEL, MOABIT U. TEGEL TODESURTEIL 15.12.1943 TOT 27.12.1943                                   | Uhlandstraße 1 ·                           | Andreas Reichart |
| Bild gesucht Der Benutzer GeorgDerReisende ( Diskussion ) wünscht sich an dieser Stelle ein Bild vom Ort mit diesen Koordinaten 48.385741 10.879385 . Motiv: Kaltenhoferstraße 11: der Stolperstein für Johann Rittel, die Lage und das Haus Falls du dabei helfen möchtest, erklärt die Anleitung , wie das geht. BW            | HIER WOHNTE JOHANN RITTEL JG. 1899 ALS ASOZIAL STIGMATISIERT ENTMÜNDIGT 4.7.1939 VERHAFTET 14.12.1940 DACHAU ERMORDET 30.1.1941                                                                 | Kaltenhoferstraße 11 ·                     | Johann Rittel |
| Bild gesucht Der Benutzer GeorgDerReisende ( Diskussion ) wünscht sich an dieser Stelle ein Bild vom Ort mit diesen Koordinaten 48.379729 10.882612 . Motiv: Äußere Uferstraße 12: der Stolperstein für Anna Maria Rupp, die Lage und das Haus Falls du dabei helfen möchtest, erklärt die Anleitung , wie das geht. BW          | HIER WOHNTE ANNA MARIA RUPP JG. 1883 EINGEWIESEN 1931 HEILANSTALT KAUFBEUREN ENTLASSEN 1936 1937 ERNEUT 'EINGEWIESEN' HEILANSTALT KAUFBEUREN ERMORDET 19.4.1945                                 | Äußere Uferstraße 12 ·                     | Anna Maria Rupp |
| Bild gesucht Der Benutzer GeorgDerReisende ( Diskussion ) wünscht sich an dieser Stelle ein Bild vom Ort mit diesen Koordinaten 48.353986 10.888956 . Motiv: Schertlinstraße 8: der Stolperstein für Johann Satzinger, die Lage und das Haus Falls du dabei helfen möchtest, erklärt die Anleitung , wie das geht. BW            | HIER WOHNTE JOHANN SATZINGER JG. 1892 VERHAFTET 11.3.1937 ALS ASOZIAL STIGMATISIERT DACHAU 1938 FLOSSENBÜRG 1942 RAVENSBRÜCK ERMORDET 19.2.1943 DACHAU                                          | Schertlinstraße 8 ·                        | Johann Satzinger |
| | HIER WOHNTE JENNY SCHNELL GEB. FRIEDMANN JG. 1876 FLUCHT 1939 HOLLAND INTERNIERT WESTERBORK TOT 7.3.1943                                                                                        | Martin-Luther-Platz 5 ·                    | Jenny Schnell geborene Friedmann |
| | HIER WOHNTE JOHANN SCHÖLLHAMMER JG. 1918 1940 VERHAFTET - §175 KZ SACHSENHAUSEN KZ FLOSSENBÜRG AUSSENLAGER HRADISCHKO ERMORDET 28.10.1944                                                       | Feuerhausstraße 7 ·                        | Johann Schöllhammer (1918–1944) |
| | HIER WOHNTE MAX SCHWARZENBERGER JG. 1905 SEIT 1938 MEHRMALS VERHAFTET/INTERNIERT 1941 DACHAU 'VERLEGT' 28.5.1942 HARTHEIM ERMORDET 28.5.1942                                                    | Rosengasse 2 ·                             | Max Schwarzenberger (1905–1942) |
| Bild gesucht Der Benutzer GeorgDerReisende ( Diskussion ) wünscht sich an dieser Stelle ein Bild vom Ort mit diesen Koordinaten 48.379105 10.885203 . Motiv: Schützenstraße 12: der Stolperstein für Johann Schweymaier, die Lage und das Haus Falls du dabei helfen möchtest, erklärt die Anleitung , wie das geht. BW          | HIER WOHNTE JOHANN SCHWEYMAIER JG. 1892 SEIT 1934 MEHRFACH VERHAFTET ALS ASOZIAL STIGMATISIERT DACHAU ERMORDET 18.12.1939                                                                       | Schützenstraße 12 ·                        | Johann Schweymaier |
| | HIER WOHNTE GUSTAV SLABE JG. 1902 ALS ASOZIAL STIGMATISIERT VERHAFTET 21.3.1941 DACHAU ERMORDET 16.10.1941                                                                                      | Neuburger Straße 45 ·                      | Gustav Slabe (1902–1941) |
| | HIER WOHNTE LINA SÜSS-SCHÜLEIN GEB. MARX JG. 1880 DEPORTIERT 1942 GHETTO PIASKI ERMORDET | Bahnhofstraße 7                            | Lena Süß-Schülein |
| Bild gesucht Der Benutzer GeorgDerReisende ( Diskussion ) wünscht sich an dieser Stelle ein Bild vom Ort mit diesen Koordinaten 48.364288 10.876339 . Motiv: Körnerstraße 1: der Stolperstein für Josef Wagner, die Lage und das Haus Falls du dabei helfen möchtest, erklärt die Anleitung , wie das geht. BW                   | HIER WOHNTE JOSEF WAGNER JG. 1896 IM WIDERSTAND/KPD VERHAFTET 20.4.1933 'HOCHVERRAT' 1935 DACHAU 1944 ZWANGSREKRUTIERUNG SS EINHEIT DIRLEWANGER 1944 DERSERTIERT/ÜBERLEBT TOT AN DEN SPÄTFOLGEN | Körnerstraße 1 ·                           | Josef Wagner |
| | HIER WOHNTE LUDWIG WEICHART JG. 1891 ALS ASOZIAL STIGMATISIERT MEHRMALS VERHAFTET KZ SACHSENHAUSEN KZ DACHAU ERMORDET 14.10.1940                                                                | Jakobsplatz 17 ·                           | Ludwig Weichart (1891–1940) |
| | HIER WOHNTE ANNA WEICHENBERGER GEB. FEICHTNER JG. 1909 IM WIDERSTAND / KPD, RHD VERHAFTET 29.8.1935 FRAUENGEFÄNGNIS AICHACH RAVENSBRÜCK ERMORDET 26.7.1942                                      | Mittelstraße 2 ·                           | Anna Weichenberger geb. Feichtner (1909–1942) |
| | HIER WOHNTE JOSEF WEICHENBERGER JG. 1911 IM WIDERSTAND ROTE HILFE / KPD VERHAFTET 1935 ZUCHTHAUS AMBERG TOT 27.5.1937                                                                           | Mittelstraße 2 ·                           | Josef Weichenberger (1911–1937) |
| Bild gesucht Der Benutzer GeorgDerReisende ( Diskussion ) wünscht sich an dieser Stelle ein Bild vom Ort mit diesen Koordinaten 48.379373 10.872336 . Motiv: Landvogtstraße 5: der Stolperstein für Karolina Weikhart, die Lage und das Haus Falls du dabei helfen möchtest, erklärt die Anleitung , wie das geht. BW            | HIER WOHNTE KAROLINA WEIKHART JG. 1897 EINGEWIESEN 1931 HEILANSTALT KAUFBEUREN 'VERLEGT' 8.11.1940 GRAFENECK ERMORDET 8.11.1940 'AKTION T4'                                                     | Landvogtstraße 5 ·                         | Karolina Weikhart |
| | HIER WOHNTE WILHELM 'WILLI' WEISE JG. 1900 IM WIDERSTAND/KPD 1933 KZ DACHAU 1939 GEFÄNGNIS AUGSBURG 1941 KZ FLOSSENBÜRG ERMORDET 20.11.1941                                                     | Klausstraße 1 ·                            | Wilhelm 'Willi'Weise (1900–1941) |
| | HIER WOHNTE JOSEF ANTON WITTMANN JG. 1904 ALS ASOZIAL STIGMATISIERT 1935 ZUCHTHAUS LUDWIGSBURG 1943 KZ NATZWEILER ERMORDET 12.5.1943                                                            | Brentanostraße 10 ·                        | Josef Anton Wittmann (1904–1943) |

### Unverlegte Stolpersteine
Die Stadt Augsburg hat die Verlegung von 15 Stolpersteinen bisher nicht erlaubt, da die Opfer die NS-Herrschaft überlebt haben.
| Stolperstein | Inschrift | Geplant                              | Name, Leben         |
| --- | --- | ------------------------------------ | ------------------- |
| Bild gesucht Die Wikipedia wünscht sich an dieser Stelle ein Bild vom hier behandelten Ort. Weitere Infos zum Motiv findest du vielleicht auf der Diskussionsseite . Falls du dabei helfen möchtest, erklärt die Anleitung , wie das geht. BW | HIER WOHNTE JOSEF FELDER JG. 1900 IM WIDERSTAND 'SCHUTZHAFT' 1934 DACHAU ENTLASSEN 1936                                                              | Gögginger Straße 26                  | Josef Felder        |
| Bild gesucht Die Wikipedia wünscht sich an dieser Stelle ein Bild vom hier behandelten Ort. Weitere Infos zum Motiv findest du vielleicht auf der Diskussionsseite . Falls du dabei helfen möchtest, erklärt die Anleitung , wie das geht. BW | HIER WOHNTE WILHELMINE HAUSMANN GEB. STIPPLER JG. 1906 IM WIDERSTAND IN 'SIPPENHAFT' GENOMMEN BEFREIT                                                | Ulmer Straße 52                      | Wilhelmine Hausmann |
| Bild gesucht Die Wikipedia wünscht sich an dieser Stelle ein Bild vom hier behandelten Ort. Weitere Infos zum Motiv findest du vielleicht auf der Diskussionsseite . Falls du dabei helfen möchtest, erklärt die Anleitung , wie das geht. BW | HIER WOHNTE THERESE HITZLER GEB. ZIEGLER JG. 1895 25.8.1935 VERHAFTET GEFÄNGNIS KARMELITENGASSE ENTLASSEN 18.10.1935 ÜBERLEBT                        | Markgrafenstraße 67                  | Therese Hitzler     |
| Bild gesucht Die Wikipedia wünscht sich an dieser Stelle ein Bild vom hier behandelten Ort. Weitere Infos zum Motiv findest du vielleicht auf der Diskussionsseite . Falls du dabei helfen möchtest, erklärt die Anleitung , wie das geht. BW | HIER WOHNTE ROSA HÖGG GEB. KRÖTZINGER JG. 1887 SEIT 1933 MEHRMALS VON GESTAPO VERHÖRT                                                                | Metzstraße 37                        | Rosa Högg           |
| Bild gesucht Die Wikipedia wünscht sich an dieser Stelle ein Bild vom hier behandelten Ort. Weitere Infos zum Motiv findest du vielleicht auf der Diskussionsseite . Falls du dabei helfen möchtest, erklärt die Anleitung , wie das geht. BW | HIER WOHNTE AMALIE LOSSA VERH. SPEIDEL JG. 1931 UNTERGEBRACHT 1933 SÄUGLINGSHEIM AUGSBURG 1935 KINDERHEIM HOCHZOLL ÜBERLEBT                          | Wertachstraße 1                      | Amalie Lossa        |
| Bild gesucht Die Wikipedia wünscht sich an dieser Stelle ein Bild vom hier behandelten Ort. Weitere Infos zum Motiv findest du vielleicht auf der Diskussionsseite . Falls du dabei helfen möchtest, erklärt die Anleitung , wie das geht. BW | HIER WOHNTE ANNA LOSSA GEB. ANGER JG. 1909 GEDEMÜTIGT/ENTRECHTET TOT 24.9.33                                                                         | Wertachstraße 1                      | Anna Lossa          |
| Bild gesucht Die Wikipedia wünscht sich an dieser Stelle ein Bild vom hier behandelten Ort. Weitere Infos zum Motiv findest du vielleicht auf der Diskussionsseite . Falls du dabei helfen möchtest, erklärt die Anleitung , wie das geht. BW | HIER WOHNTE ANNA LOSSA JG. 1932 UNTERGEBRACHT JULI 1933 SÄUGLINGSHEIM AUGSBURG 28.9.35 KINDERHEIM HOCHZOLL ÜBERLEBT                                  | Wertachstraße 1                      | Anna Lossa          |
| Bild gesucht Die Wikipedia wünscht sich an dieser Stelle ein Bild vom hier behandelten Ort. Weitere Infos zum Motiv findest du vielleicht auf der Diskussionsseite . Falls du dabei helfen möchtest, erklärt die Anleitung , wie das geht. BW | HIER WOHNTE CHRISTIAN LOSSA JG. 1933 UNTERGEBRACHT 1933 SÄUGLINGSHEIM AUGSBURG TOT 2.4.1935                                                          | Wertachstraße 1                      | Christian Lossa     |
| | HIER WOHNTE ROSA NOLAN GEB. WEIGOLD JG. 1891 IM WIDERSTAND VERHAFTET 5.3.1933 GEFÄNGNIS AICHACH KATZENSTADEL / AUGSBURG ENTLASSEN 20.7.1933          | Ganghoferstraße 2                    | Rosa Nolan          |
| Bild gesucht Die Wikipedia wünscht sich an dieser Stelle ein Bild vom hier behandelten Ort. Weitere Infos zum Motiv findest du vielleicht auf der Diskussionsseite . Falls du dabei helfen möchtest, erklärt die Anleitung , wie das geht. BW | HIER WOHNTE ANNA PRÖLL GEB. NOLAN JG. 1916 IM WIDERSTAND VERHAFTET 1.9.1933 GEFÄNGNIS AICHACH 1936 MORINGEN ENTLASSEN 27.8.1937 ÜBERLEBT             | Ganghoferstraße 2                    | Anna Pröll          |
| | HIER WOHNTE JOSEF PRÖLL JG. 1911 IM WIDERSTAND / KPD 'SCHUTZHAFT' 1933 DACHAU NATZWEILER BUCHENWALD BEFREIT / ÜBERLEBT                               | Reischlestraße 33                    | Josef Pröll         |
| | HIER WOHNTE MARIA PRÖLL JG. 1883 GEDEMÜTIGT / ENTRECHTET TOT 25.2.1944                                                                               | Reischlestraße 33                    | Maria Pröll         |
| Bild gesucht Die Wikipedia wünscht sich an dieser Stelle ein Bild vom hier behandelten Ort. Weitere Infos zum Motiv findest du vielleicht auf der Diskussionsseite . Falls du dabei helfen möchtest, erklärt die Anleitung , wie das geht. BW | HIER WOHNTE SOFIE REHM GEB. HOFMANN JG. 1901 IM WIDERSTAND ROTE HILFE GEDEMÜTIGT/ENTRECHTET ÜBERLEBT                                                 | Ebnerstraße 25                       | Sofie Rehm          |
| | HIER WOHNTE MARIA ROTHKOPF GEB. MILLER JG. 1898 IM WIDERSTAND / KPD VERHAFTET 1935 'VORBEREITUNG ZUM HOCHVERRAT' GEFÄNGNIS STADELHEIM ENTLASSEN 1937 | Findelgäßchen 4 (beim Vorderen Lech) | Maria Rothkopf      |
| Bild gesucht Die Wikipedia wünscht sich an dieser Stelle ein Bild vom hier behandelten Ort. Weitere Infos zum Motiv findest du vielleicht auf der Diskussionsseite . Falls du dabei helfen möchtest, erklärt die Anleitung , wie das geht. BW | HIER WOHNTE ALFRED SAMÜLLER JG. 1904 IM WIDERSTAND 'SCHUTZHAFT' 1933 GEFÄNGNIS KATZENSTADEL GEFÄNGNIS LANDSBERG 1934 DACHAU ENTLASSEN 1939           | Pestalozzistraße 4 ½                 | Alfred Samüller     |

## Verlegedaten

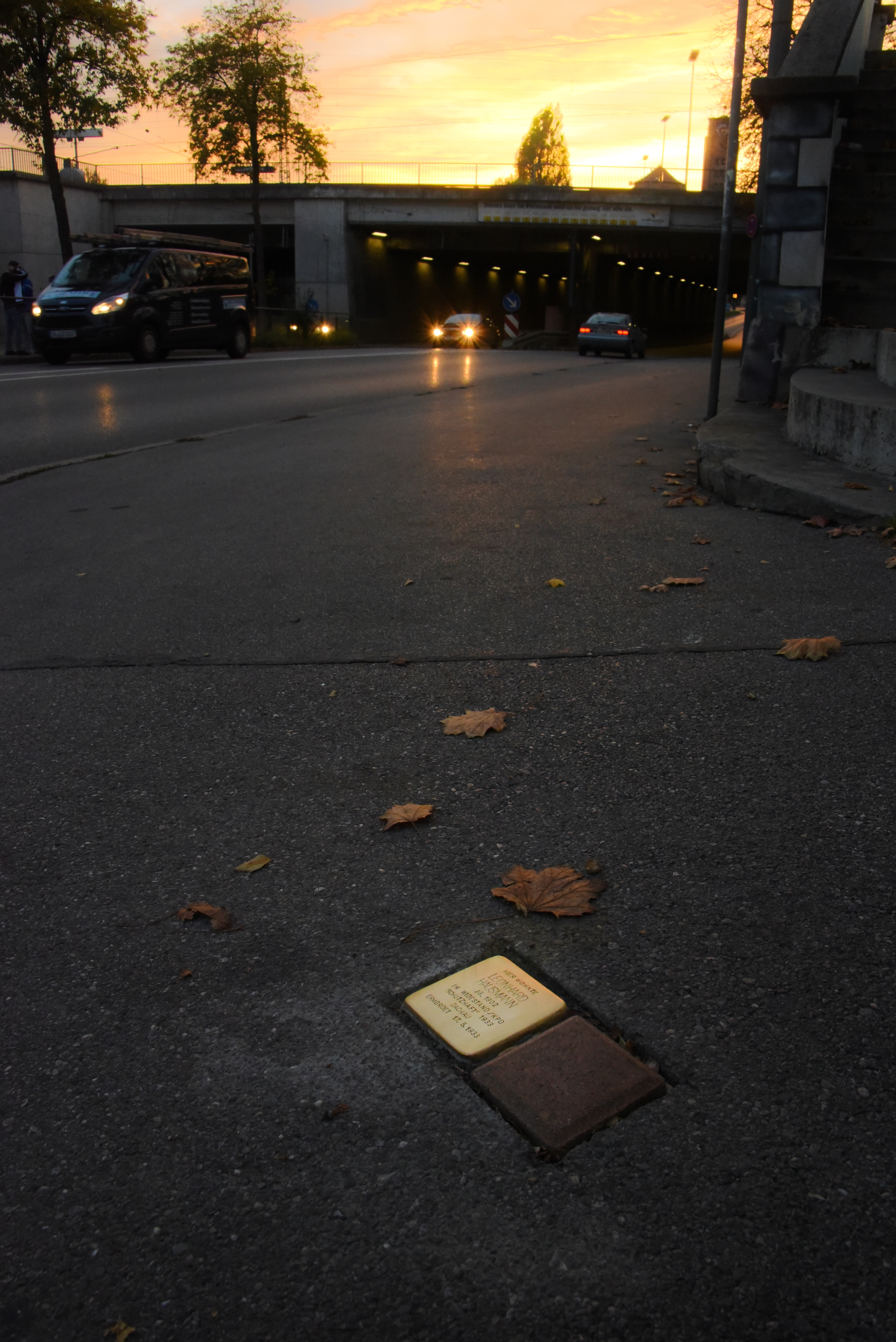
Stolperstein in der Ulmer Straße

Die Augsburger Stolpersteine wurden von Gunter Demnig persönlich an folgenden Tagen verlegt:
- 26. Mai 2014: Peutingerstraße 11
- 4. Mai 2017: Ganghoferstraße 2, Martin-Luther-Platz 5, Maximilianstraße 17, Mittelstraße 2, Reischlestraße 33, Wertachstraße 1
- 14. Oktober 2017: Findelgäßchen 4, Metzstraße 37, Ulmer Straße 52
- 14. Juli 2018: 4. Quergässchen 7, Markgrafenstr. 67, Ebnerstr. 25, Pestalozzistr. 4 ½ (keine Verlegung), Wertachstr. 1 (keine weitere Verlegung)
- 14. Mai 2025: Bahnhofstraße 7, Völkstraße 3[13]